# ∈ (recueil de poèmes)
Cet article concerne un recueil de poèmes. Pour la notion mathématique associée, voir Appartenance (mathématiques).
∈ (ou Signe d'appartenance) est un recueil de poèmes de Jacques Roubaud publié en 1967.

## Présentation

### Titre
Le titre du recueil est le symbole mathématique ∈, qui figure la relation d'appartenance dans la théorie des ensembles. Le titre est parfois prononcé « Epsilon », du fait de la ressemblance entre les deux symboles, mais l'auteur préfère qu'il soit prononcé Signe d'appartenance. Jacques Roubaud aimait également à désigner le recueil par la périphrase « le livre dont le titre est le signe d’appartenance dans la théorie des ensembles ».

### Forme et structure
Les poèmes du recueil explorent la forme du sonnet ; le recueil lui-même est censé être un « sonnet de sonnets », c'est-à-dire 14 × 14 poèmes.
Le recueil est basé sur une partie de go qui fut jouée par les deux champions Masumi Shinoara et Mitsuo Takei. Chaque poème correspond à un pion de la partie. Le recueil donne quatre modes d'emploi pour la lecture du livre : selon les groupements de pions sur le goban, selon la structure du sonnet de sonnets, selon l'ordre des coups joués durant la partie de go ou en considérant isolément chaque poème.

## Accueil et postérité
∈ est considéré comme la première œuvre majeure de Jacques Roubaud. À sa sortie, le recueil est notamment salué par l'écrivain Claude Roy dans Le Monde comme « la révélation d'un poète ».
Avant même sa parution, ∈ vaut à Jacques Roubaud d'être coopté à l'Oulipo en novembre 1966.
Dans La Disparition, Georges Perec fait allusion au recueil en évoquant « l'obscur Signal d’Inclusion, main à trois doigts qu’imprimait Roubaud sur un Gallimard ».